# Francesco Mazzariol
Pas d'image ? Cliquez ici

a Compétitions nationales et continentales officielles uniquement.

b Matchs officiels uniquement.
Francesco Mazzariol, né le 1er mars 1975 à Trévise (Italie), est un joueur international italien de rugby à XV.

## Biographie
Francesco Mazzariol est demi d'ouverture et mesure 1,72 m pour 75 kg et a honoré sa première cape internationale le 14 octobre 1995 avec l'équipe d'Italie contre la France pour une défaite 34-22 à Buenos Aires. Ayant connu 35 sélections, dans l'ombre de Diego Domínguez, il a disputé un tournoi et deux Coupes du monde.

## Statistiques en sélection nationale
- 35 sélections avec l'Italie
- 2 essais, 19 transformations, 14 pénalités
- 90 points
- Sélections par année : 4 en 1995, 1 en 1996, 4 en 1997, 3 en 1998, 6 en 1999, 2 en 2000, 6 en 2001, 3 en 2002, 5 en 2003, 1 en 2004.
- Tournois des Six Nations disputés: 2002
- Coupes du monde de rugby disputées : 1999 (2 matchs), 2003 (3 matchs).

## Palmarès
- Champion d'Europe: Italie, 1997
- Champion d'Italie : 1997, 1998, 1999, 2001, 2003
- Vainqueur de la Coupe d'Italie : 1998